# Stratmanns
Stratmanns – Jupps Kneipentheater im Pott war eine von 2001 bis 2016 regelmäßig im WDR-Fernsehen monatlich ausgestrahlte Kabarett- und Comedysendung. Moderiert wurde die Sendung von Ludger Stratmann. Von 2006 bis 2015 war die Sendung zudem fester Bestandteil des WDR-Silvesterprogramms.

## Konzept
Die Sendung verband Sitcom-Elemente mit klassischen Bühnenauftritten. Die Kneipe von Jupp war sowohl Bühne für die erzählten Geschichten, in denen Wirt Jupp und seine Gäste und Angestellten im Mittelpunkt standen, sowie Kleinkunstbühne für die eingeladenen Comedians und Kabarettisten. Die Gäste waren jedoch nicht Teil der erzählten Handlung der einzelnen Folgen.
Die Sendung wurde alle zwei Monate jeweils mittwochs und donnerstags vor Publikum im Lukas, Essen-Kupferdreh, aufgezeichnet.
Am 7. Mai 2016 lief im WDR-Fernsehen die letzte Folge.

## Gäste der Sendungen (Auswahl)
Rüdiger Hoffmann, Hennes Bender, Wolfgang Nitschke, Der Popolski Show, Ingo Oschmann, Florian Schroeder, Serhat Doğan, Robert Griess, Onkel Fisch